# Craig Phadrig
Craig Phadrig (gaélique écossais Lárach an Taigh Mhóir) est une colline fortifiée depuis l'Âge du fer, située à l'ouest d'Inverness en Écosse. Elle semble avoir été la base du roi des Pictes Brude mac Maelchon entre 550 et 584. Elle s'élève à 172 mètres au-dessus de la mer et surplombe le Beauly Firth au nord et l'estuaire du fleuve Ness au nord-est. Elle est actuellement gérée par la Commission des forêts du Royaume-Uni.